# Habrovany, Ústí nad Labem
Habrovany là một làng thuộc huyện Ústí nad Labem, vùng Ústecký, Cộng hòa Séc.